# 천연기념물

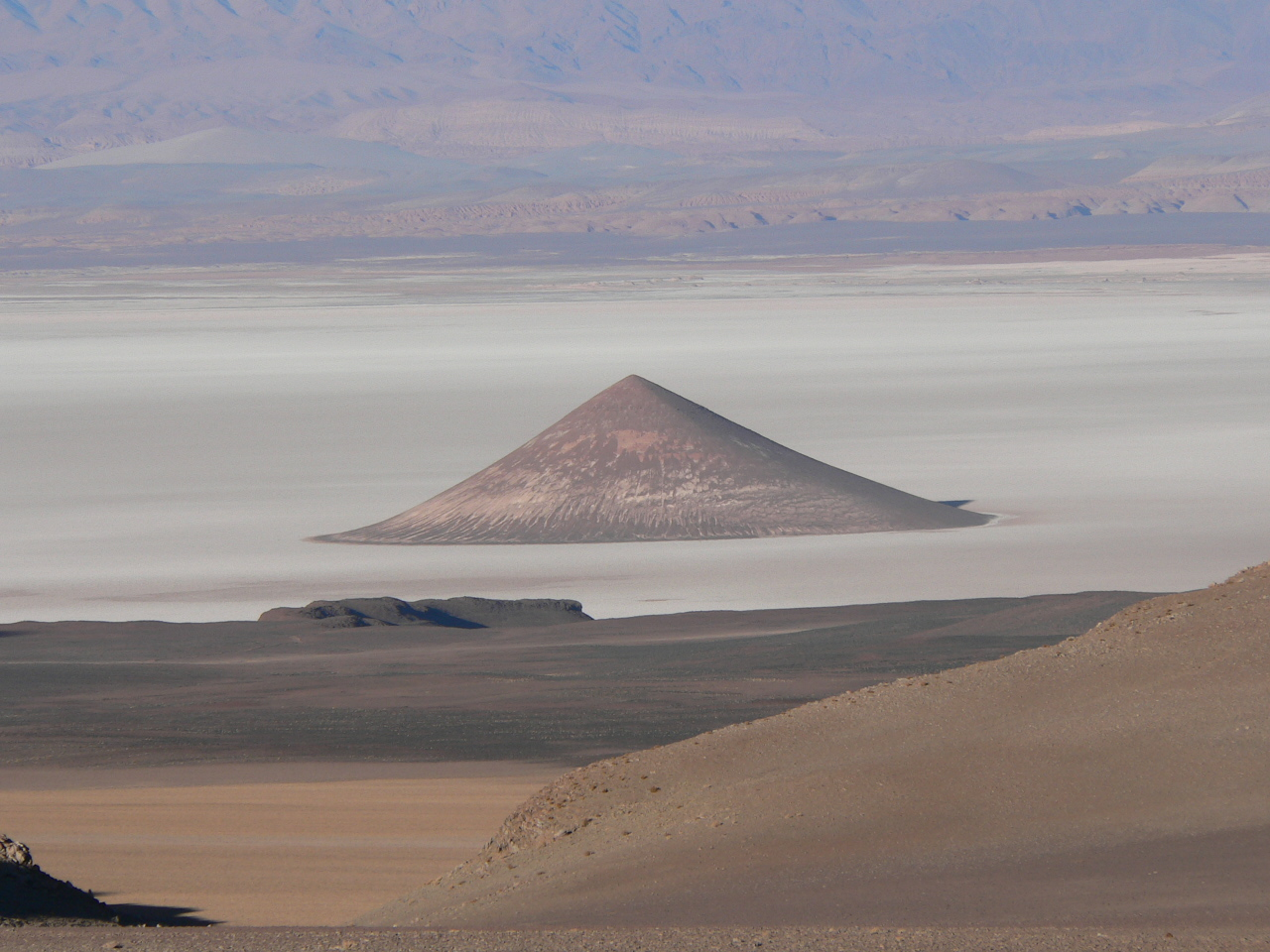
천연기념물.

천연기념물(天然記念物) 법률로서 보호가 지정된 자연유산이다. '천연기념물'이라는 말을 처음으로 사용하고 법으로 정한 나라는 독일이다.

## 미국
미국은 1832년부터 넓은 지역을 국립공원으로 지정하여 보호하고 있다.

## 한국
한국에서는 일제강점기 시대였던 1933년에 시행되었다.

## 일본
일본에서 천연기념물이라고 하면 일반적으로 국가가 지정한 천연 기념물을 가리킨다. 국가 지정 천연 기념물은 "문화재보호법" (1950년 제정)에 따라 문부 과학 대신이 지정한다. 소관은 문화청이 하며, 문화재보호법의 전신은 1919년 (다이쇼 8년)에 공포된 "사적 명승 천연 기념물 보존법"이다. 지정 대상은 동물, 식물, 지질 광물 및 천연 보호 구역이지만, 생물 종과 단일 광물뿐만 아니라 동물의 경우 서식지, 번식지, 도래지를, 식물의 경우 자생지를, 광물의 경우는 특이한 자연 현상이 있는 토지와 지역을 포함하여 지정할 수도 있다. 천연 보호 구역과 천연 기념물을 포함한 일정 범위이다. 이러한 가운데는 오랜 역사를 통해 문화적인 활동에 의해 생성된 2차적인 자연도 포함된다. 또한 특히 중요한 것은 특별 천연 기념물로 지정된다. 이러한 지정 기준은 "국보 및 중요 문화재 지정 기준 및 특별 사적 명승 천연 기념물과 사적 명승 천연 기념물 지정 기준" (1951년 문화재 보호위원회 고시 제 2호)에 근거한다.

## 참고 문헌
- 남북의 천연 기념물 보관됨 2007-10-07 - 웨이백 머신
- 석주명, 「천연기념물보존에 대하여」, 《나비채집 20년의 회고록》, 신양사, 1992

## 같이 보기
- 기념건축물